# ألوية الفرسان الستة
الألوية الستة من الفرسان (بالتركية: Altı Bölük Halkı)‏ أو فرسان القاپي قولو (بالتركية: Kapıkulu Süvarileri)‏، ويُعرفوا أيضًا باسم "سلاح فرسان جند السرايا"، كان فيلقًا من سلاح الفرسان النخبة في جيش الدولة العثمانية (السباهية) يجمعوا كل ألوية الفرسان في القوات البرية المركزية بالجيش العثماني، ويعود تاريخهم إلى عهد السلطان مراد الأول.
كان يتم اختيار أفرادها من الإنكشارية ومن فِرق القاپي قولو. وكان يُطلق على الانضمام إلى سلاح الفرسان مصطلح "الانضمام إلى القوات" (بالتركية: bölüğe çıkma)‏. وعادةً ما كان يتم تجنيد أعضاء هذه الوحدة من مدارس القصر والبستانجية.
لم يكن فيلق الفرسان في الواقع من ست فرق، بل كانوا أربعة فرق أساسية، بالإضافة إلى اثنين كانوا قسمين فرعيين. تألف هذا الفيلق من فرسان: السباهية، والسلاحدار، وعلوفجية اليمين وعلوفجية اليسار. وكانت هذه الوحدة ترافق السلطان عن قرب خلال الحملات العسكرية. 
- سباهية (بالتركية العثمانية: سپاهيان)‏، معناها تقريبًا "رجال الجيش".
- سلاح داران (سلحدارية)، من اللغة الفارسية، تُترجم تقريبًا إلى "حاملي السلاح".
- علوفجية، تُترجم إلى "ذوو الرواتب"، وتنقسم إلى قسمين فرعيين:
  - علوفجي يسار (بالتركية العثمانية: علوفه جي يسار)‏.
  - علوفجي يمين (بالتركية العثمانية: علوفه جي يمين)‏.
- غرباء، وتنقسم إلى قسمين فرعيين:
  - غرباء يسار.
  - غرباء يمين.

كان سلاح فرسان النخبة هو النظير المحمول (الراكب) للانكشارية المشاة ولعب دورًا مهمًا في الجيش العثماني. من المرجح أن الفرق الستة تأسست في عهد السلطان محمد الفاتح (حكم 1451م إلى1481م)، إلا أن فرسان السباهية كانت موجودة منذ عام 1326م.